# おとぎ電車
おとぎ電車（おとぎでんしゃ）は、かつて京都府宇治市の宇治川沿いで京阪電気鉄道（京阪電鉄、京阪）が運行した遊覧鉄道である。元は発電所建設の資材運搬用に建設された専用鉄道であり、1950年（昭和25年）から1960年（昭和35年）まで遊覧鉄道として運行された。地方鉄道法や軌道法に基づく鉄道事業ではなく、遊戯施設として認可を受けて運行していた。
なお、「おとぎ電車（列車）」の愛称で呼ばれた鉄道としてはほかにかつての西武山口線があるが、これについては該当項目を参照されたい。

## 歴史

### 背景

#### 大峯ダム建設

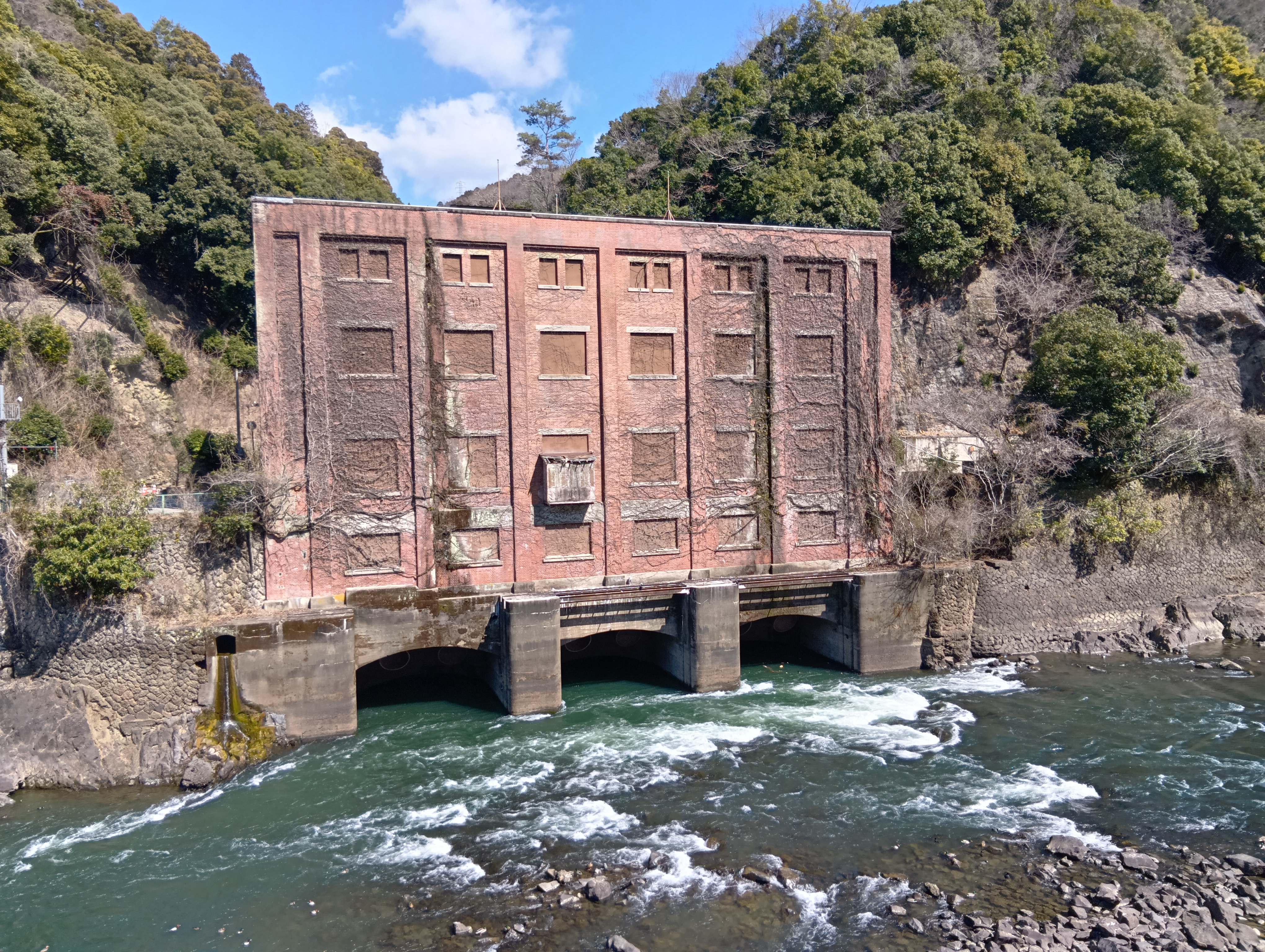
旧志津川発電所。手前橋脚上のレールは大峯ダム建設時の資材運搬用に敷設されたと思われる。

1920年（大正9年）、宇治川電気による宇治川沿いへの大峯ダム（大峯堰堤）建設に際して、ダム方面への既存道路が馬車が通れる程度の状態で自動車やトラックの通行が困難であったため、国鉄奈良線の宇治川橋梁から約300m京都方のカーブ地点に臨時信号所を設置し、資材運搬用のトロッコ線をダム建設現場までの9.6kmに敷設し、電気機関車で運行した。軌間は610mm、直流600Vであり、電化された本格的なものであった。

#### 大峯ダム完成後
1924年（大正13年）にダムと志津川発電所が完成した後も、ダムと発電所の間の3.6kmは従業員や資材の運搬用に残されていた。
戦後になって、専用鉄道を観光用に活用することが立案される。ドイツのライン川にも似ているとして名付けられた宇治川には「宇治川ライン」と呼ばれる観光船が1926年（大正15年）より宇治川汽船により就航（1975年廃止、会社解散）していたが、観光船は堰堤よりも宇治寄りには運航することができず、そこまでのアクセスが問題となっていた。このため、早くからこの専用鉄道の転用案が出ていたという。

### 開通から運行終了まで

#### 「おとぎ電車」開通
専用鉄道を遊覧鉄道に転用するにあたり、地方鉄道法や軌道法といった運輸事業目的の鉄道として事業申請を行う場合、手続きが煩雑になる上、法定対応のために必要なコストや租税額が大きいことが判明した。そこで、これを児童福祉法に基づく遊戯物（遊園地などと同じ扱い）とすることで、これらの諸問題を回避することになった。この方針に沿って必要な設備の整備が行われ、京阪電気鉄道（京阪電鉄、京阪）は1950年（昭和25年）10月1日におとぎ電車の終点に「宇治川遊園」を開設、10日後の10月11日におとぎ電車の運行を開始した。
なお開通前日の10月10日に毎日新聞が行った「日本観光地百選」で宇治川ラインが河川の部で第一位となり、観光地として一躍有名となった。

#### 他の公共交通への影響

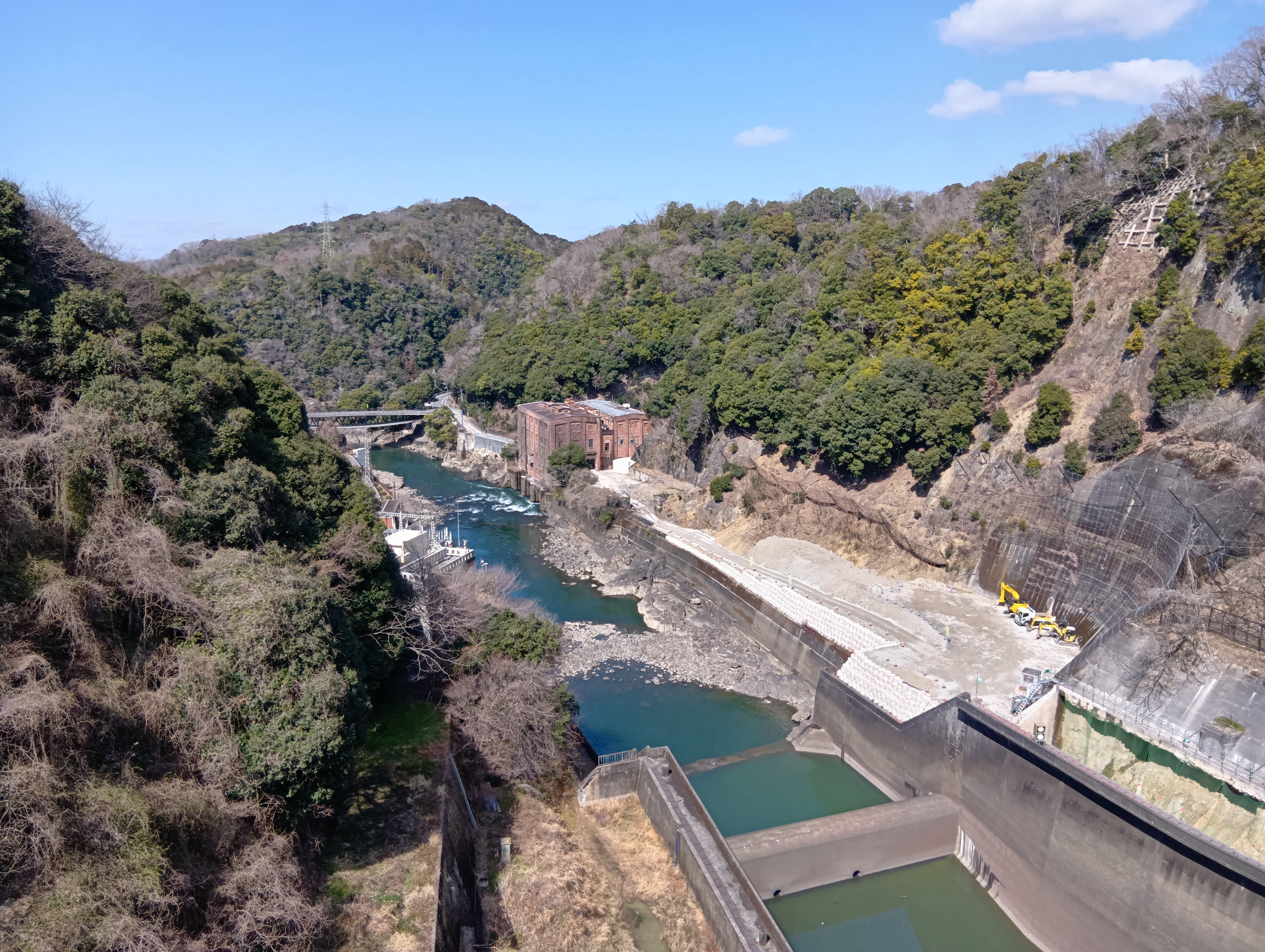
天ヶ瀬ダム堰堤から旧志津川発電所を望む。発電所建屋と堰堤の間に天ケ瀬駅が存在した。

おとぎ電車に並行し、かつ宇治川を通る路線は黒字経営であった宇治田原自動車（後の京阪宇治交通、現在は会社解散）は、乗客減を懸念してこのおとぎ電車の開通に強い難色を示し、京阪に対し工事の中止を陳情したが、逆に陳情の場で観光開発への協力を求められる形となった。実際には宇治川ライン回遊コースの片道におとぎ電車を、もう片道に宇治田原自動車のバスを利用する乗客が多かったため、予想とは逆におとぎ電車による相乗効果でバスの乗客も増加した。
運営は京阪が行い、車両は凸型車体の電気機関車（25HP×2）に客車7両編成が充当された。志津川発電所側は「天ヶ瀬駅」、上流側は「堰堤駅」を名乗り、天ヶ瀬駅には車庫が、両駅には機回し線が設けられた。
中間地点には行き違いのための信号場が設けられ、行き違いの際は通票の交換を行っていたと思われる。運賃は大人40円、小人20円であった。当初は1編成のみで、冬季は運休した。翌年春の運行再開に際して客車1編成が増備された。遊覧鉄道ではあるが、観光客の少ない平日には地元民の足としても用いられていた。
運行開始当時、線路や電気設備は日本発送電（後の関西電力）の所有で京阪がそれを借用する形になっていたが、1955年（昭和30年）3月16日付で関西電力から約870万円で京阪に譲渡する契約が結ばれ、京阪の所有となった。

#### 全盛期
おとぎ列車は人気を集め、行楽シーズンの休日には乗り場に乗車を待つ観光客の列ができるほどであった。全長3.6kmの線路には途中にトンネルもあるなど変化に富んでおり、開業当初から大人気となった。開業2年目の春になると、日祝日の10時から16時ごろまでは乗車待ちの時間が最大2時間半になることがあり、乗客は子どもと女性に限ったこともあった。

#### 運行停止と再開から新ダム建設による廃止

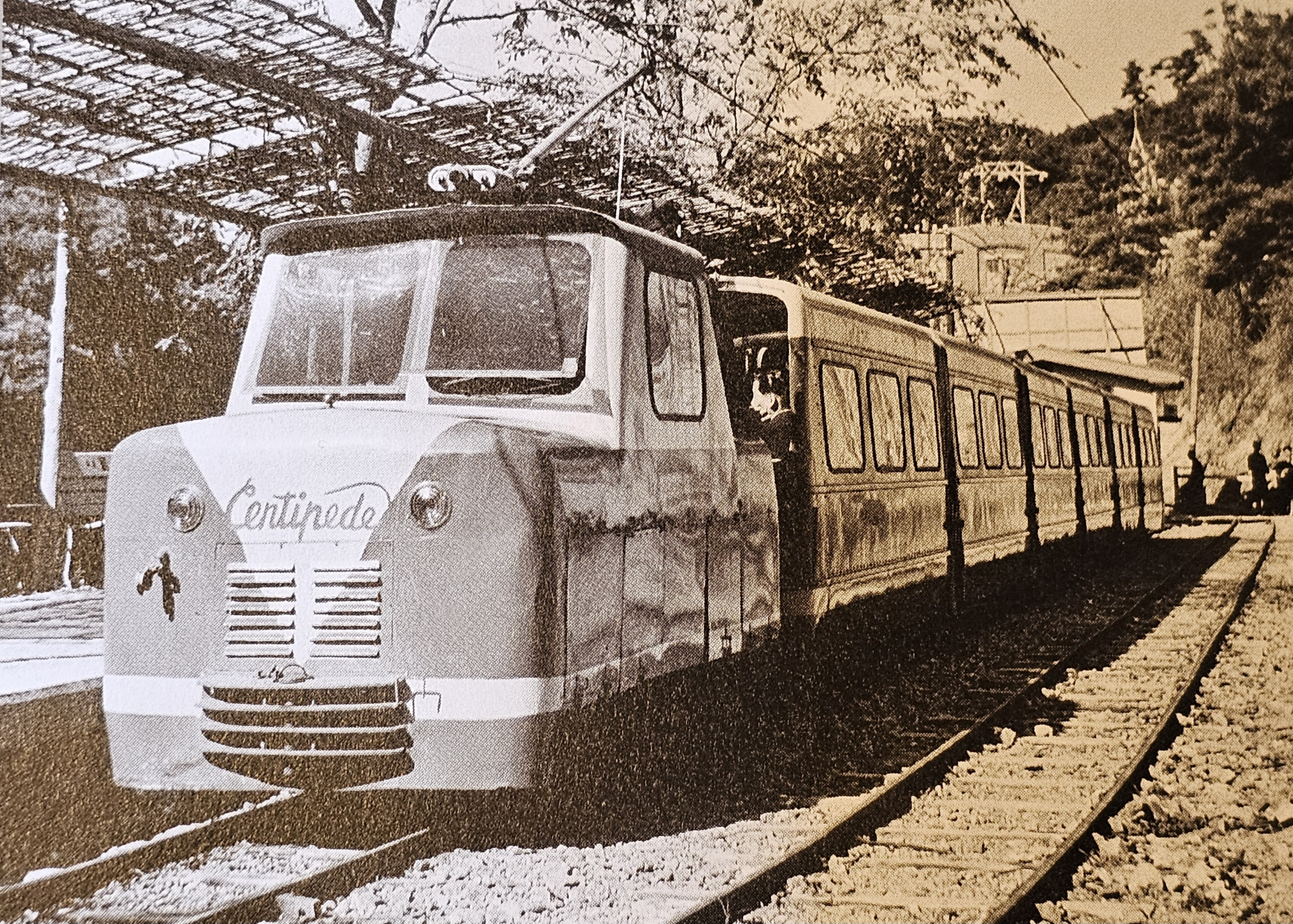
おとぎ電車「むかで号」天ヶ瀬駅にて

堰堤駅から大津市外畑までは遊覧船があり、その先は石山までバス移動が可能な一大観光ルートが構築されていたが、おとぎ電車開通当初は宇治方面からおとぎ電車乗り場までは十分な交通手段がなかった。そこで1953年（昭和28年）4月、京阪は平等院近くの塔の島から志津川発電所の電車乗り場までの間にプロペラ船を就航させた。
しかし、同年8月14日から15日にかけての南山城水害で宇治川の河床や流路が変わり、プロペラ船は運行できなくなってしまう。その翌月9月25日、追い討ちをかけるように台風13号の豪雨で、おとぎ電車自体が線路の冠水や車両の流失を含む大きな被害を受け、運行停止となった。
生活の足でもあったおとぎ電車の需要は多く、地元からは京阪に対しておとぎ電車とプロペラ船の復活を求める要望が強く出され、翌1954年（昭和29年）4月1日、2,000万円の復旧費用をかけておとぎ電車は運行を再開した。この時新調された客車はタルゴ式を取り入れた6車体連接式のもの（通称「むかで号」、1954年3月30日製造）であった。プロペラ船は復活しなかったが、プロペラ船が失われた後もおとぎ電車の人気は衰えず、1958年（昭和33年）の京都新聞には「行楽シーズンの盛期には1日28往復で最高6,000人の乗客があり、年間で16万人の利用客があった」と記されている。
一方、台風被害によって、防災の観点から大峯ダムに代わる新たな多目的ダム（天ヶ瀬ダム）を建設する計画が浮上する。
おとぎ電車の線路はこのダム湖にほぼ水没することになり、1955年（昭和30年）3月16日、所有者である京阪電気鉄道は、関西電力株式会社とおとぎ電車軌道と付帯設備などの宇治川遊園諸施設の譲受価格8,797,941円での譲受契約を締結する。その後、おとぎ電車は、1960年（昭和35年）5月31日をもって廃止され、10年間の歴史に幕を閉じた。運行停止に伴う京阪に対する補償交渉は同年11月に妥結している。1964年（昭和39年）、天ケ瀬ダムが完成すると、おとぎ電車の廃線路はすべて水底に消えた。

### 廃止後
宇治川の観光船は、天ヶ瀬ダム完成後、宇治川汽船により、1965年（昭和40年）第一・第二天ヶ瀬丸を新造し、同ダムを発着点とする形で、大津市外畑-天ヶ瀬間に新宇治川ラインの運行開始された。併せて、外畑-天ヶ瀬に近代的な乗り場も建設されたが、1975年（昭和50年）11月限りで廃止された。
その後、京阪宇治交通（90系統）と京阪バス（大津快速10号経路）が、川沿いの滋賀県道・京都府道3号大津南郷宇治線において1977年（昭和52年）3月より「宇治川ラインバス」の運行を開始（冬季運休）した。1986年（昭和61年）までは平日も運行していたが、同年以降は冬季を除く日曜・祝日のみの運行となった。京阪バス便は快速で運行、京阪宇治交通便は経路地の全停留所への停車で運行していた。しかし、1993年（平成5年）6月に京阪バスによる運行が、1997年（平成9年）7月には京阪宇治交通による運行が廃止された。
なお、京阪宇治交通（1999年より京阪宇治交サービス）は、この廃止と同時に天ヶ瀬ダム近くのレストハウスにオープンした地ビールレストラン「ガーデンズ天ヶ瀬」へのアクセスとして、宇治川沿いの系統（宇治川線）のうち、宇治市中心部からガーデンズ天ヶ瀬までの区間は引き続き運行した。2002年（平成14年）9月の「ガーデンズ天ヶ瀬」閉鎖後もバスは運行を継続（2003年4月に京阪宇治バスに移管）したが、2005年（平成17年）7月限りで廃止となった。このため現在、宇治川ライン沿いには定期運行の公共交通機関が存在しない。ただし、2021年（令和3年）からは京阪宇治交通の実質的な後継会社である京都京阪バスが、季節運行の「宇治やんたんライナー」を設定している。

## 沿革
出典は京阪電気鉄道社史『鉄路五十年』および宇治市歴史資料館企画展。
- 1950年（昭和25年）6月16日 - 線路用地などの借用契約を日本発送電と締結。
- 1950年（昭和25年）10月11日 - 開業。
- 1953年（昭和28年）4月5日 - 塔の島と天ヶ瀬駅間に「プロペラ船」が就航。
- 1953年（昭和28年）9月26日 - 台風13号により機関車3両[注釈 5]と客車5両が流失、天ヶ瀬乗降場や路盤の一部が崩壊する被害を受ける。
- 1953年（昭和28年）11月13日 - 宇治市が、おとぎ電車と「プロペラ船」の早期復旧を求める嘆願書を京阪に提出。
- 1954年（昭和29年）2月 - 復旧工事に着手。
- 1954年（昭和29年）3月30日 - 運行再開。
- 1954年（昭和29年）4月1日 - タルゴ形客車「むかで号」の運行を開始。
- 1960年（昭和35年）5月31日 - 廃止。